# Ducato del Monferrato
Il ducato del Monferrato fu un antico Stato italiano preunitario sorto con Guglielmo Gonzaga nel 1574, con l'elevazione al rango di ducato del marchesato del Monferrato, che il duca aveva ereditato dalla madre (essendo un feudo imperiale ereditabile anche in linea femminile). Il suo territorio, situato nel Piemonte meridionale, è ancora oggi noto come Monferrato.

## Geografia
Per tutta la sua esistenza, il marchesato fu suddiviso in due grandi aree: quella settentrionale, compresa tra le attuali province di Vercelli e Torino, e quella meridionale, compresa tra le attuali province di Alessandria, Asti e Cuneo. Le due aree erano collegate da una sottile striscia di territorio compresa tra i comuni di Asti e Castello d'Annone.

## Storia

### XVII secolo
Il ducato nacque nel 1574 dal precedente marchesato del Monferrato, per concessione di Massimiliano II d'Asburgo a Guglielmo Gonzaga. Nel 1612 l'improvvisa morte senza eredi maschi diretti di Francesco IV Gonzaga (lasciò solo una figlia, Maria Gonzaga, possibile erede per il Monferrato) spinse il duca di Savoia Carlo Emanuele, padre di sua moglie Margherita, a rivendicare il Monferrato. Tuttavia il cardinale Ferdinando Gonzaga, fratello di Francesco IV, rinunciò ai voti per diventarne erede. Carlo Emanuele decise quindi di ricorrere alle armi, dando ordine al suo esercito di occupare Alba, Moncalvo e Trino: ebbe così inizio la prima guerra di successione del Monferrato. L'entrata in guerra di Francia, al fianco dei Savoia e Spagna, al fianco dei Gonzaga, portò alla pace di Pavia nel 1617, con la quale Ferdinando Gonzaga mantenne il titolo di duca e le terre del Monferrato. 
L'estinzione della famiglia Gonzaga, nel 1627, diede inizio alla seconda guerra di successione del Monferrato. Fu infatti Carlo I di Nevers, discendente di Federico II Gonzaga, a ereditare i due ducati. Questa volta, però, la Francia offrì supporto ai Gonzaga-Nevers; per questo motivo, Spagna e Sacro Romano Impero, sue avversarie nella guerra dei trent'anni, entrarono in guerra a fianco dei Savoia. Il conflitto si concluse nel 1631 con il trattato di Cherasco: Carlo I manteneva il possesso del Monferrato, ma cedeva Alba e Trino al duca di Savoia.

### XVIII secolo
Nel 1703, durante la guerra di successione spagnola l'imperatore Leopoldo I d'Asburgo promise il Monferrato al duca di Savoia Vittorio Amedeo II, in cambio della sua entrata in guerra contro la Francia. Il ducato, occupato dall'esercito imperiale nel 1707, venne tolto ai Gonzaga con un decreto di Giuseppe I d'Asburgo del 30 Giugno 1708. Con il trattato di Utrecht, il Monferrato, dopo 746 anni di indipendenza de facto, venne ufficialmente annesso agli stati dei Savoia.

## Politica

### Lista dei duchi

#### Duchi del Monferrato - Gonzaga (1574-1627)
| Nome         | Periodo     | Note |
| Guglielmo    | 1574 - 1587 | Governò dal 1550 al 1574 come Marchese del Monferrato |
| Vincenzo I   | 1587 - 1612 | |
| Francesco IV | 1612 - 1612 | La sua morte causò la prima guerra di successione del Monferrato                                                                                         |
| Ferdinando   | 1612 - 1626 | Figlio di Vincenzo I |
| Vincenzo II  | 1626 - 1627 | Figlio di Vincenzo I; la sua morte causò la seconda guerra di successione del Monferrato; privo di eredi, gli succedette il cugino Carlo, duca di Nevers |

#### Duchi del Monferrato - Gonzaga-Nevers (1627-1708)
| Nome             | Periodo     | Note                                                                           |
| Carlo I          | 1627 - 1637 | Succedette al cugino Vincenzo II                                               |
| Carlo II         | 1637 - 1665 | Dal 1637 al 1647 fu reggente la madre Maria Gonzaga                            |
| Ferdinando Carlo | 1665 - 1708 | Ultimo sovrano del Monferrato, che fu incorporato nello stato sabaudo nel 1708 |

#### Duchi del Monferrato - Savoia e poi Savoia-Carignano (1762-1799; 1846-1866)
Con l'acquisizione del ducato da parte dei Savoia e a seguito del permesso dell'uso del titolo ducale da parte dell'Imperatore dopo la guerra di successione austriaca, il titolo divenne meramente onorifico ed usato per i principi del sangue cadetti.
| Nome                                     | Periodo   | Note                                  |
| ---------------------------------------- | --------- | ------------------------------------- |
| Maurizio Giuseppe di Savoia              | 1762-1799 | Nono figlio di Vittorio Amedeo III    |
| Oddone Eugenio Maria di Savoia-Carignano | 1846-1866 | Quarto figlio di Vittorio Emanuele II |